# Wang Zhenhe
Wang Zhenhe (王禎和, Wang Chen-ho; 1940 – 1990) è stato uno scrittore e sceneggiatore taiwanese.
È stato una delle figure più note nel panorama letterario di Taiwan. Il suo capolavoro è il romanzo "Rosa rosa amore mio" (《玫瑰﹐玫瑰我愛你》), ambientato nella cittadina costiera di Hualian durante la guerra del Vietnam; un insegnante di scuola media riceve l'incarico, da parte di un politico corrotto, di insegnare qualche frase in inglese e impartire le buone maniere a un gruppo selezionato di giovani prostitute, che dovranno lavorare in un bar frequentato da soldati americani in congedo.
Feroce è la satira della morale tradizionale (il confucianesimo) e del consumismo statunitense. Tutti i personaggi si muovono in un clima di ipocrisia e di palese sfruttamento, e anche la canzone che dà il titolo al romanzo è emblema di un'agrodolce corruzione.

## Opere

### Raccolte di racconti
- 嫁粧一牛車 (letteralmente Un carro da buoi per dote), pubblicato nel 1967.
- 美人圖 (letteralmente Immagine bella), pubblicato nel 1981.

Edizione italiana
- "Uomini a Taiwan", trad. di Anna Maria Paoluzzi, Isola del Liri, Pisani, 2006. ISBN 978-88-8712-29-92. La raccolta include i racconti Spettri, vento del nord, uomini; Un carro da buoi per dote; Due tigri (apparsi in Un carro da buoi per dote) e Il topolino ha ospiti al tè e La signora Sulan si sposa (apparsi in Una vita - il re della canzone)

### Romanzo
- 玫瑰﹐玫瑰我愛你 (letteralmente Rose, Rose, ti amo), pubblicato nel 1984.
  - "Rose, Rose, I Love You", traduzione di Howard Goldblatt, New York, Columbia University Press, 1998. ISBN 978-0-231-11202-4.
  - "Rosa rosa amore mio", traduzione e adattamento di Anna Di Toro, Roma, Orientalia, 2014. ISBN 9788860500267.
- "Uomini a Taiwan", trad. di Anna Maria Paoluzzi, Isola del Liri, Pisani, 2006. ISBN 978-88-8712-29-92.